# Pristomyrmex quadridens
Pristomyrmex quadridens är en myrart som beskrevs av Carlo Emery 1897. Pristomyrmex quadridens ingår i släktet Pristomyrmex och familjen myror.

## Underarter
Arten delas in i följande underarter:
- P. q. aruensis
- P. q. quadridens

## Bildgalleri

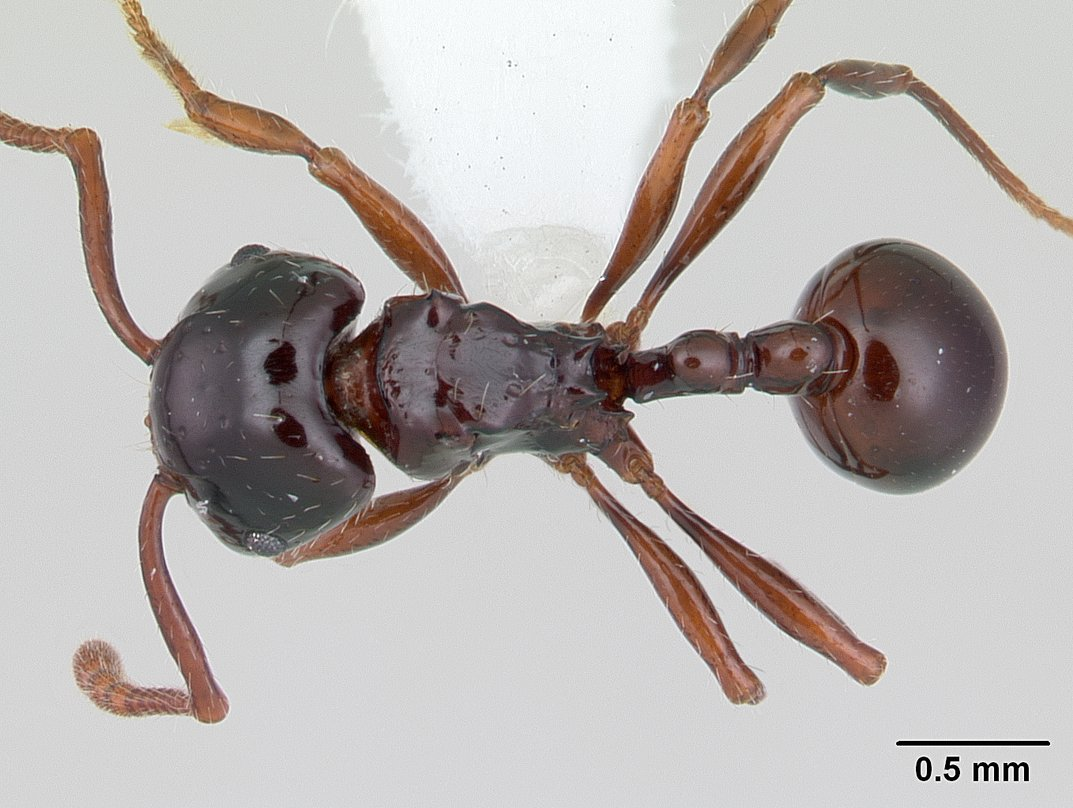
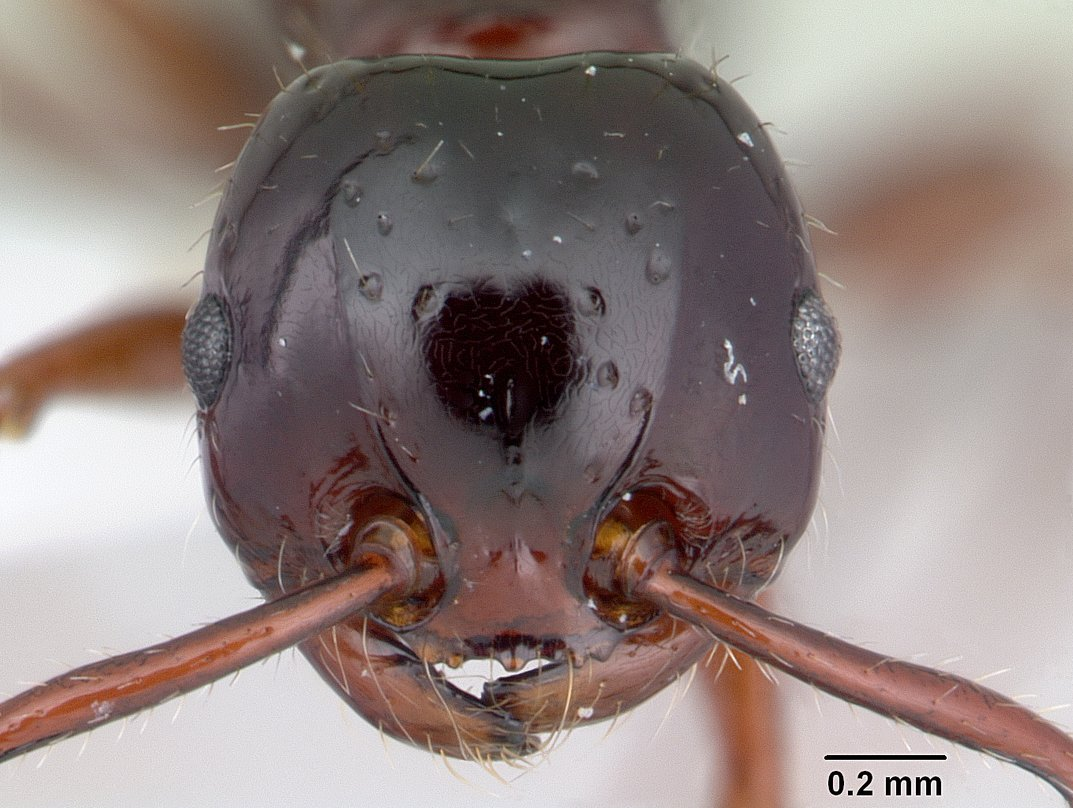
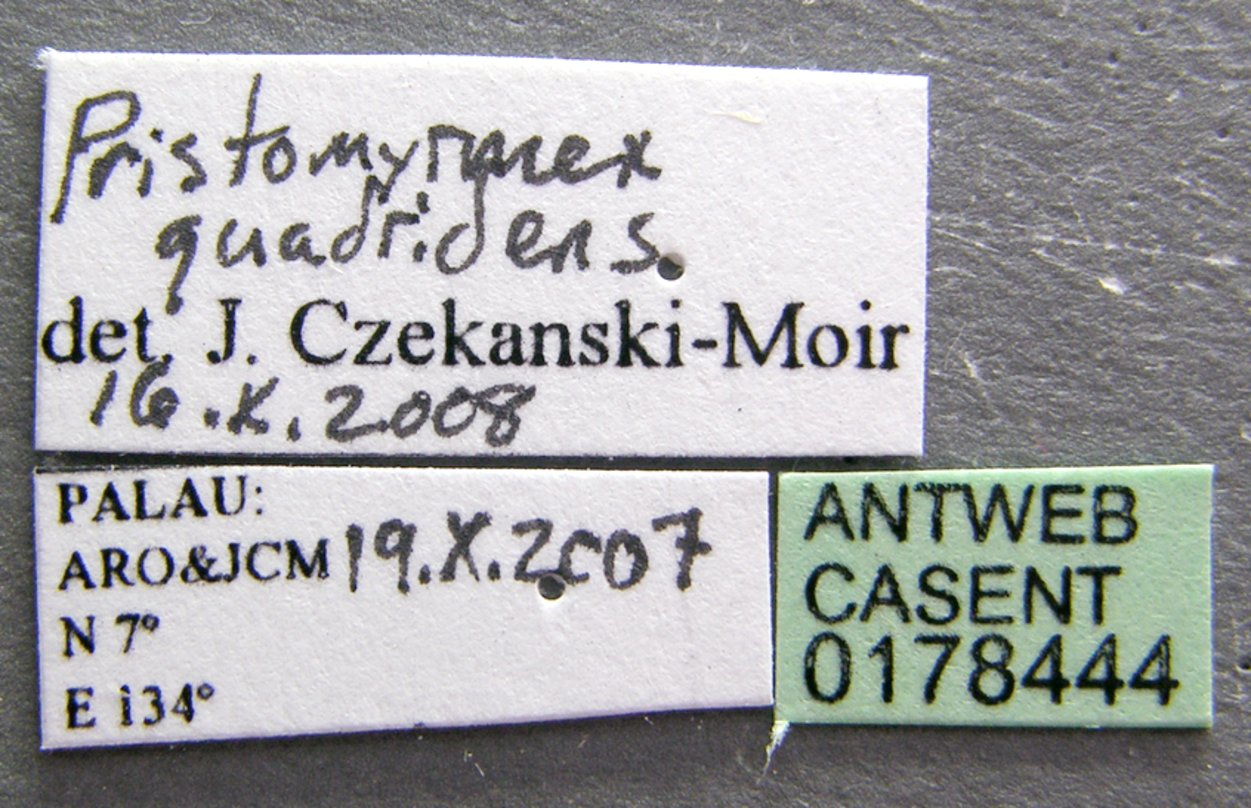
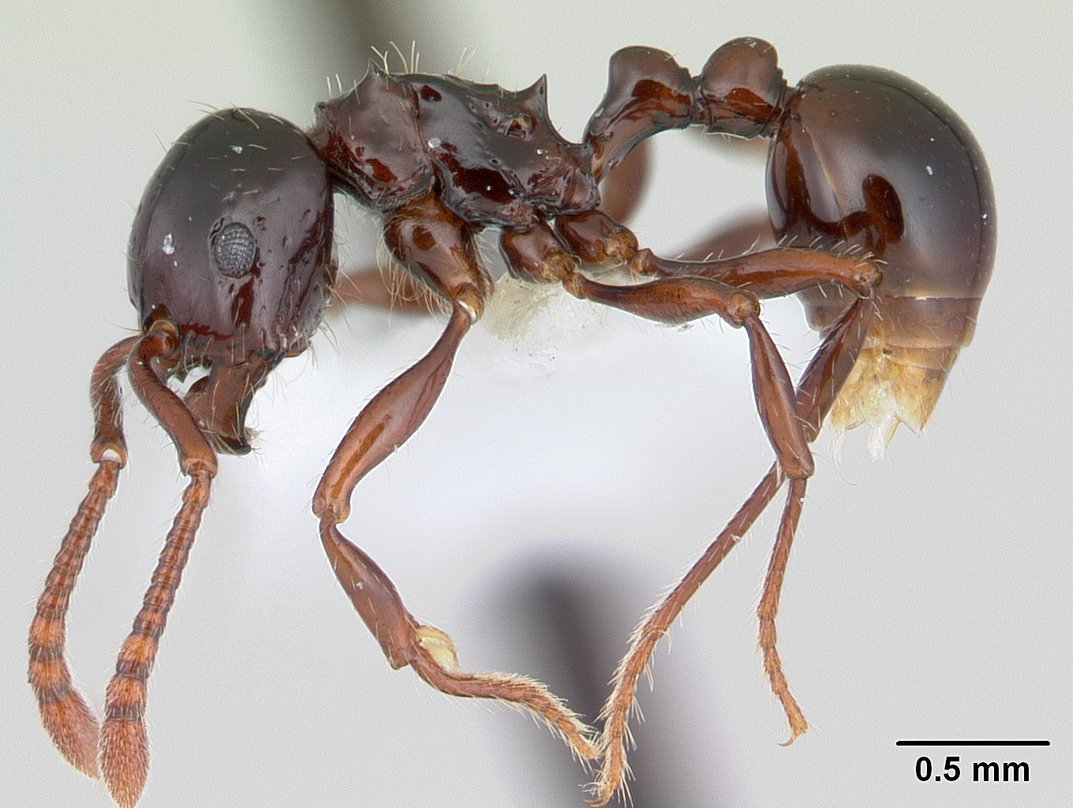
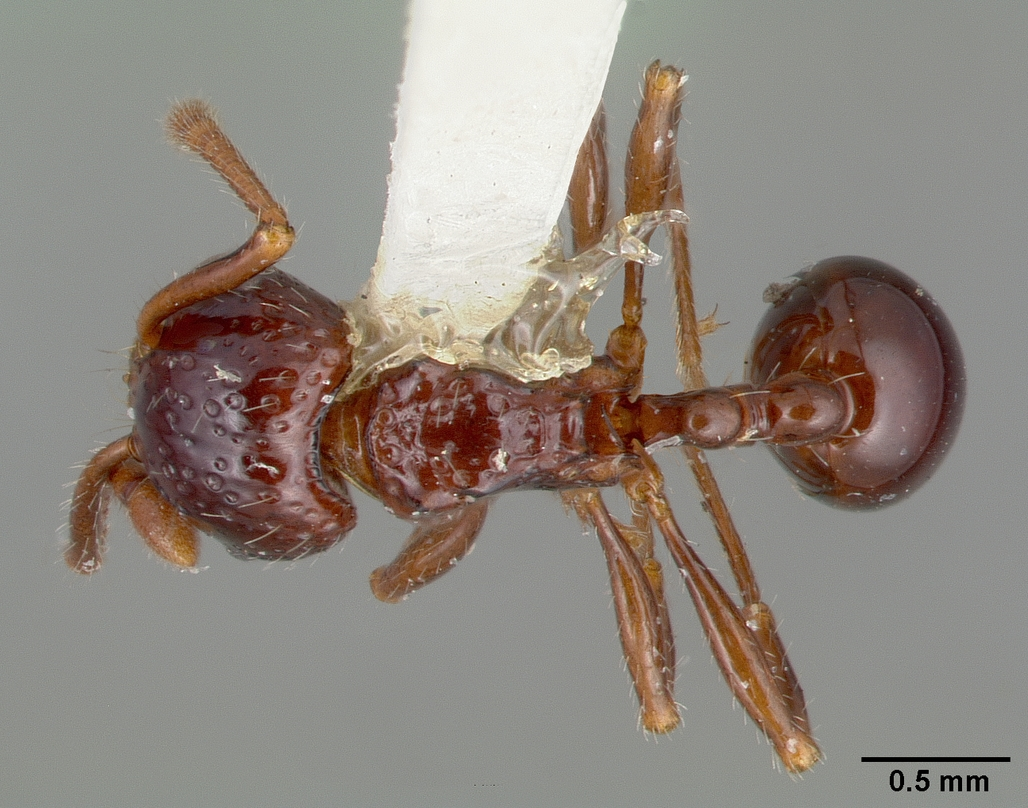
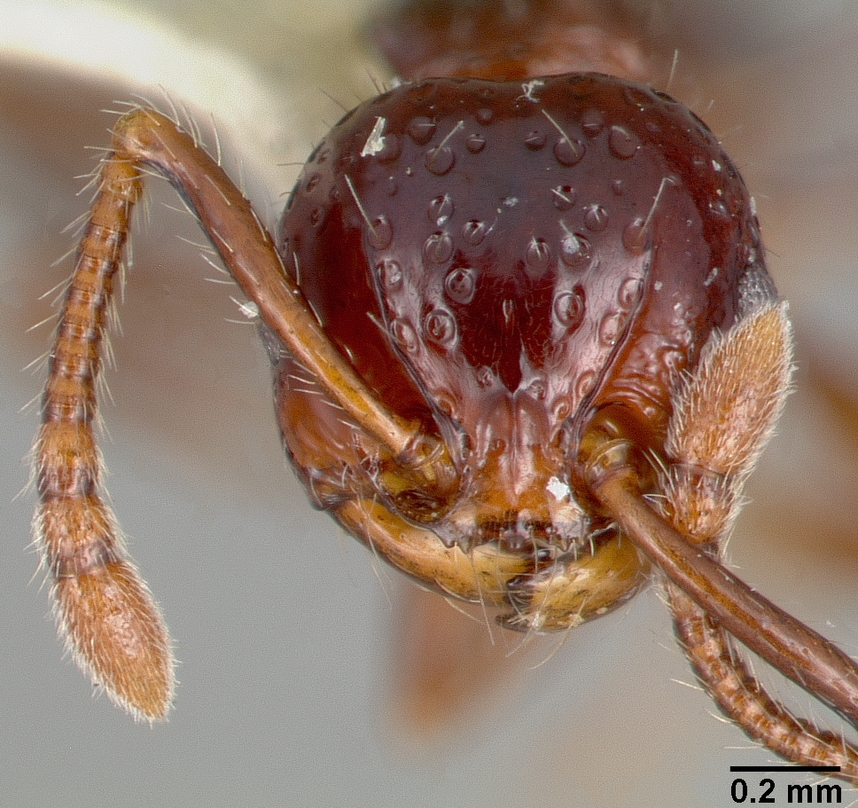